# Distretto di Yanac
Il distretto di Yanac è un distretto del Perù nella provincia di Corongo (regione di Ancash) con 747 abitanti al censimento 2007 dei quali 311 urbani e 436 rurali.
È stato istituito il 15 gennaio 1936.